# Karl Zsigmondy
Karl Zsigmondy (prononcé en hongrois : [ˈʒiɡmondi]) (27 mars 1867 – 14 octobre 1925) est un mathématicien autrichien de nationalité hongroise. Il est le fils de Adolf Zsigmondy de Pozsony, royaume de Hongrie (maintenant Bratislava, en Slovaquie) et d'Irma von Szakmáry de Martonvásár.
Il a étudié (1886–1890) et travaillé (1894–1925) à l'université de Vienne. Après sa thèse, en 1890, il étudie à l'université de Berlin, à l'université de Göttingen et à la Sorbonne à Paris, et revient à Vienne 1894. Il trouve le théorème de Zsigmondy en 1882.
Il est le frère de l'alpiniste Emil Zsigmondy et du prix Nobel de chimie Richard Adolf Zsigmondy.